# 1937 год в музыке

## События
- 27 апреля — премьера балета «Покер» в «Метрополитен-опера» в Нью-Йорке под управлением Стравинского. Начало работы над камерным концертом «Дамбатон-Окс»; по заказу супругов Блисс; исполнен в их доме в следующем году.
- 12 июля — первое исполнение Концерта для фортепьяно с оркестром Арама Хачатуряна. Оркестр Московской филармонии (солист Л. Н. Оборин, дирижёр Л. П. Штейнберг), парк культуры и отдыха «Сокольники» в Москве.
- Началась музыкальная карьера знаменитого американского кантри-исполнителя Хэнка Уильямса, который определил облик музыки кантри на многие годы вперёд.

## Выпущенные альбомы
- New Discoveries (Луи Армстронг)
- Jazz From California (Сидней Беше)

## Родились

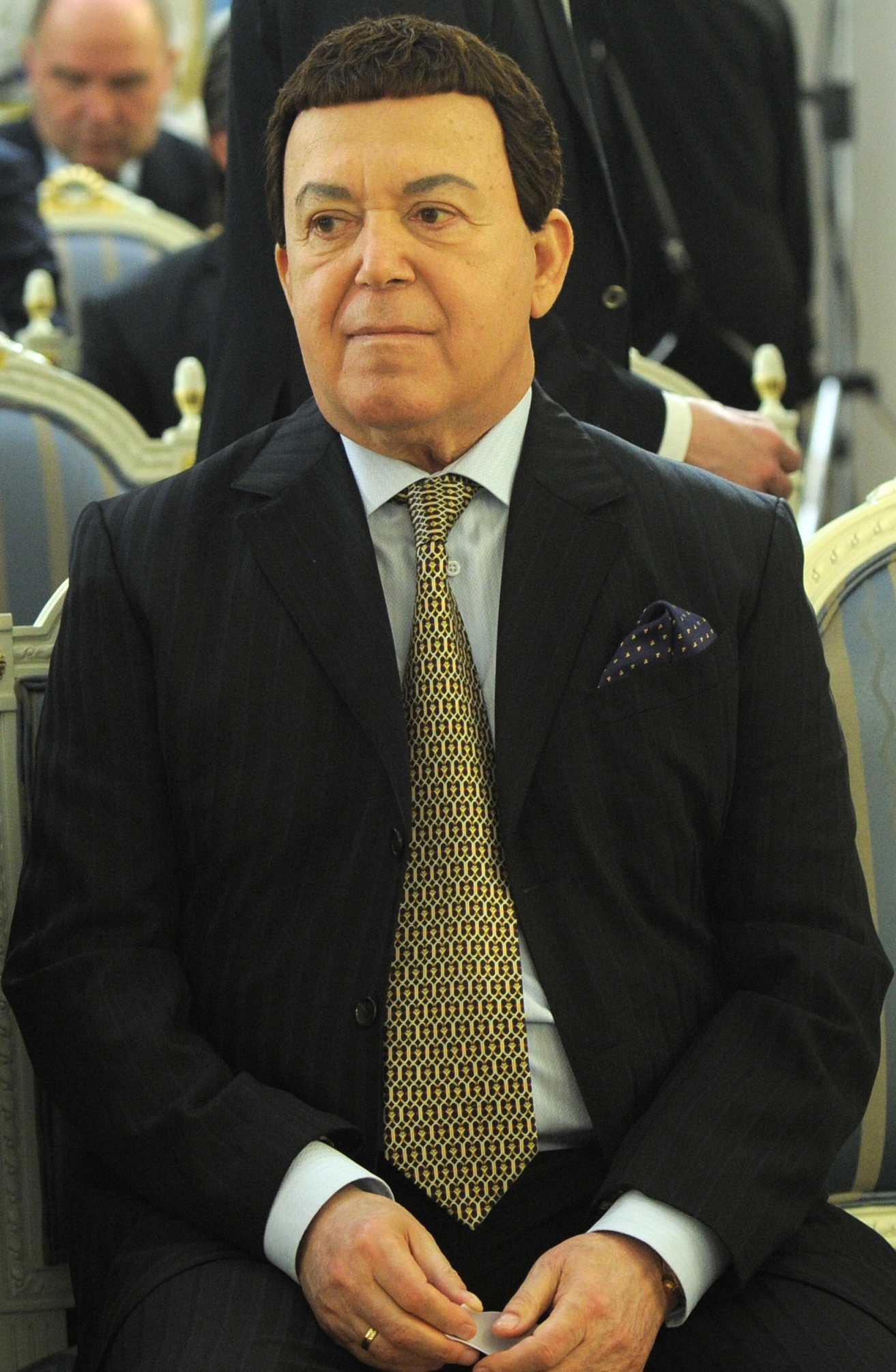
Иосиф Кобзон

### Январь
- 4 января — Грейс Бамбри (ум. 2023) — американская оперная певица (меццо-сопрано, сопрано)
- 16 января
  - Константин Бруднов (ум. 2002) — советский и российский артист балета
  - Конни Ванденбос (ум. 2002) — нидерландская певица
- 20 января — Офелия Еркимбаева (ум. 2017) — советская и киргизская актриса, театральный режиссёр, переводчица и либреттистка
- 24 января — Рафаэль Багдасарян (ум. 2016) — советский и российский кларнетист, дирижёр и музыкальный педагог

### Февраль
- 1 февраля
  - Вацловас Даунорас (ум. 2020) — советский и литовский оперный певец (бас) и педагог
  - Дон Эверли (ум. 2021) — американский певец и музыкант, участник группы The Everly Brothers
- 2 февраля — Александра Стрельченко (ум. 2019) — советская и российская эстрадная певица
- 4 февраля — Билл Хэм (ум. 2016) — американский музыкальный продюсер и менеджер
- 6 февраля — Юрий Афонин (ум. 2019) — советский и российский поэт и хормейстер
- 7 февраля — Сванте Турессон (ум. 2021) — шведский джазовый музыкант, вокалист и продюсер
- 14 февраля — Евгений Исаков (ум. 2021) — советский и казахстанский оперный певец (бас)
- 15 февраля — Золтан Пешко (ум. 2020) — венгерский дирижёр и композитор
- 20 февраля — Нэнси Уилсон (ум. 2018) — американская джазовая певица
- 24 февраля — Леонид Любовский (ум. 2021) — советский и российский композитор
- 25 февраля — Лидия Запорожцева (ум. 2015) — советская и украинская артистка оперетты
- 28 февраля — Станислав Легков (ум. 2020) — советский и российский хоровой дирижёр

### Март
- 3 марта
  - Борис Рычков (ум. 2002) — советский и российский композитор и джазовый пианист
  - Реваз Тавадзе (ум. 2020) — советский и грузинский пианист и музыкальный педагог
  - Зинаида Хабалова (ум. 2016) — советская и российская пианистка, композитор и музыкальный педагог
- 4 марта
  - Нина Бейлина (ум. 2018) — советская и американская скрипачка и педагог
  - Станислав Гаудасинский (ум. 2020) — советский и российский оперный режиссёр
- 6 марта — Зейнеп Койшыбаева (ум. 2002) — советская и казахская певица
- 9 марта — Элеонора Титкова (ум. 2016) — советский и российский оперный режиссёр и театральный педагог
- 12 марта — Зураб Соткилава (ум. 2017) — советский, грузинский и российский оперный певец (тенор) и музыкальный педагог
- 14 марта — Галина Самсова (ум. 2021) — советская, канадская и британская балерина
- 16 марта — Дэвид Дель Тредичи (ум. 2023) — американский композитор, пианист, музыковед и педагог
- 19 марта — Людмила Ефимова (ум. 2018) — советский и белорусский хоровой дирижёр
- 22 марта — Анджело Бадаламенти (ум. 2022) — американский пианист и кинокомпозитор
- 23 марта — Стаматис Кокотас (ум. 2022) — греческий певец
- 25 марта — Владимир Дидух (ум. 2016) — советский и украинский певец

### Апрель
- 5 апреля — Виктор Робертов (ум. 2016) — советский и украинский актёр оперетты
- 6 апреля
  - Борис Темирканов (ум. 2018) — советский и российский дирижёр и композитор
  - Мерл Хаггард (ум. 2016) — американский кантри-певец, музыкант и композитор
- 7 апреля
  - Анатолий Мамонтов (ум. 2019) — советский и российский музыкальный деятель, художественный руководитель и главный дирижёр ансамбля «Италмас»
  - Чарли Томас[англ.] (ум. 2023) — американский певец, участник группы The Drifters
- 11 апреля — Татьяна Колотильщикова (ум. 2016) — советская артистка балета, хореограф и балетный педагог
- 22 апреля
  - Ким Базарсадаев (ум. 2002) — советский и российский оперный певец (бас)
  - Джек Ницше (ум. 2000) — американский кинокомпозитор, аранжировщик и музыкальный продюсер
- 23 апреля — Зайнди Чергизбиев (ум. 2019) — советский и российский чеченский композитор, музыкант и дирижёр

### Май
- 1 мая
  - Бела Ковач (ум. 2021) ― венгерский кларнетист и композитор
  - Бу Нильссон (ум. 2018) — шведский композитор
- 4 мая — Дик Дейл (ум. 2019) — американский гитарист
- 9 мая
  - Сонни Кёртис[англ.] — американский музыкант, гитарист группы The Crickets
  - Дэйв Прэтер[англ.] (ум. 1988) — американский певец и музыкант, участник группы Sam & Dave
- 14 мая — Никола Сгро (ум. 2019) — итальянский композитор и дирижёр
- 15 мая — Трини Лопес (ум. 2020) — американский певец, гитарист и актёр
- 18 мая
  - Фрэн Джеффрис (ум. 2016) — американская певица, актриса и модель
  - Кристиана Жакоте (ум. 1999) — швейцарская клавесинистка
- 22 мая — Ги Маршан (ум. 2023) — французский певец, музыкант и актёр

### Июнь
- 2 июня — Салли Келлерман (ум. 2022) — американская актриса и певица
- 4 июня — Онегин Гаджикасимов (ум. 2002) — советский поэт-песенник
- 8 июня — Елена Черкасская (ум. 2001) — советская и российская балерина и хореограф
- 13 июня
  - Ренат Еникеев (ум. 2020) — советский и российский композитор
  - Алла Иошпе (ум. 2021) — советская и российская эстрадная певица
  - Виктор Кузнецов (ум. 2020) — советский и российский домрист
- 15 июня — Уэйлон Дженнингс (ум. 2002) — американский кантри-певец, музыкант и автор песен
- 21 июня — Рафаэл Зоммер (ум. 2016) — израильский и британский виолончелист и музыкальный педагог
- 22 июня — Крис Блэквелл — американский музыкальный продюсер
- 23 июня
  - Пол Пик[англ.] (ум. 2001) — американский музыкант, гитарист группы The Blue Caps
  - Ники Салливан[англ.] (ум. 2004) — американский музыкант, гитарист группы The Crickets
- 27 июня — Сэмюэл Сандерс (ум. 1999) — американский пианист

### Июль
- 1 июля — Анатолий Кукубаев (ум. 2002) — советский и российский композитор и музыкальный педагог
- 5 июля — Николай Охотников (ум. 2017) — советский и российский оперный певец (бас) и музыкальный педагог
- 19 июля — Сергей Яковенко (ум. 2020) — советский и российский певец (баритон) и педагог
- 25 июля — Дмитрий Смольский (ум. 2017) — советский и белорусский композитор
- 27 июля — Детто Мариано (ум. 2020) — итальянский композитор, аранжировщик, поэт-песенник и пианист

### Август
- 2 августа — Гарт Хадсон — канадский музыкант, участник группы The Band
- 19 августа — Евгений Валукин (ум. 2016) — советский и российский артист балета и балетмейстер
- 22 августа — Людмила Цуркан (ум. 2019) — советская и украинская оперная и камерная певица (сопрано) и вокальный педагог
- 26 августа — Борис Левин (ум. 2022) — советский и российский геофизик и автор-исполнитель

### Сентябрь
- 9 сентября — Эдуард Серов (ум. 2016) — советский и российский дирижёр и музыкальный педагог
- 10 сентября — Томми Оверстрит[англ.] (ум. 2015) — американский кантри-певец
- 11 сентября — Иосиф Кобзон (ум. 2018) — советский и российский эстрадный певец
- 26 сентября — Джерри Вайнтрауб (ум. 2015) — американский агент, концертный промоутер и продюсер

### Октябрь
- 1 октября — Андрей Мдивани (ум. 2021) — советский и белорусский композитор и музыкальный педагог
- 5 октября
  - Карло Мастранджело[англ.] (ум. 2016) — американский певец, вокалист группы Dion and the Belmonts
  - Аби Офарим (ум. 2018) — израильский певец, танцор и музыкант
- 12 октября — Вилоят Акилова (ум. 2022) — советская и узбекская танцовщица, балетмейстер и хореограф
- 16 октября — Алиция Бонюшко (ум. 2019) — польская балерина и балетмейстер
- 20 октября — Ванда Джексон — американская певица
- 29 октября — Майкл Понти (ум. 2022) — американский пианист немецкого происхождения
- 31 октября — Сергей Березин (ум. 2019) — советский и российский певец и композитор, основатель и художественный руководитель ВИА «Пламя»

### Ноябрь
- 2 ноября — Эмин Сабитоглу (ум. 2000) — советский и азербайджанский композитор
- 12 ноября
  - Альгимантас Бражинскас (ум. 2020) — советский и литовский композитор
  - Захид Хакназаров (ум. 2019) — советский и узбекский дирижёр и музыкальный педагог
- 13 ноября — Владимир Иванов (ум. 2010) — советский и украинский композитор, музыковед и педагог
- 15 ноября — Литтл Вилли Джон (ум. 1968) — американский певец
- 20 ноября — Янош Коош (ум. 2019) — венгерский эстрадный певец и актёр
- 22 ноября — Николай Капустин (ум. 2020) — советский и российский композитор и джазовый пианист
- 28 ноября — Владимир Никонов (ум. 2020) — советский и российский артист балета и балетный педагог
- 30 ноября — Эдуард Артемьев (ум. 2022) — советский и российский композитор

### Декабрь
- 3 декабря — Токтоналы Сейталиев (ум. 2021) — советский и киргизский оперный певец (лирический тенор) и педагог
- 4 декабря — Эдуард Алексеев (ум. 2021) ― советский этномузыковед
- 7 декабря — Вадим Венедиктов (ум. 2020) — советский и российский дирижёр и музыкальный педагог
- 8 декабря — Николай Огренич (ум. 2000) — советский и украинский оперный певец (тенор) и музыкальный педагог
- 17 декабря
  - Арт Невилл[англ.] (ум. 2019) — американский поэт, музыкант и автор песен, участник групп The Meters и The Neville Brothers
  - Стахан Рахимов (ум. 2021) — советский и российский эстрадный певец
- 24 декабря — Бернт Русенгрен (ум. 2023) — шведский джазовый саксофонист
- 25 декабря — О’Келли Айзли-младший[англ.] (ум. 1986) — американский певец, один из основателей группы The Isley Brothers
- 30 декабря
  - Рауф Бабаев (ум. 2020) — советский и азербайджанский эстрадный певец, солист вокального квартета «Гая»
  - Цисана Татишвили (ум. 2017) — советская и грузинская оперная певица (сопрано) и музыкальный педагог
  - Джон Хартфорд (ум. 2001) — американский певец, музыкант и автор песен

## Скончались

### Январь
- 5 января — Софи Рёр-Брайнин (76) — польская и немецкая оперная певица (сопрано)
- 23 января — Отто Мёккель (67) — немецкий скрипичный мастер и инструментовед

### Февраль
- 3 февраля — Мальвина Бре (85) — австрийский музыкальный педагог
- 12 февраля — Фаддей Ганицкий (92) — советский украинский скрипач, музыкальный педагог, дирижёр и композитор
- 14 февраля — Эркки Мелартин (62) — финский композитор и дирижёр

### Март
- 12 марта — Шарль-Мари Видор (93) — французский композитор и органист
- 13 марта — Пауль Беккер (54) — немецкий дирижёр, музыковед, музыкальный критик и композитор
- 18 марта — Мел Бони (79) — французский композитор
- 29 марта — Кароль Шимановский (54) — польский композитор и пианист

### Апрель
- 15 апреля — Николай Арцыбушев (79) — русский и советский композитор

### Май
- 11 мая — Вилиам Фигуш-Бистри (62) — словацкий композитор, фольклорист и педагог

### Июнь
- 2 июня — Луи Вьерн (66) — французский композитор и органист

### Июль
- 11 июля
  - Марсия Ван Дрессер (59/60) — американская оперная певица (сопрано) и актриса
  - Джордж Гершвин (38) — американский композитор и пианист

### Август
- 12 августа — Ульрих Авранек (83) — русский и советский оперный хормейстер, дирижёр и виолончелист чешского происхождения
- 18 августа — Эрнст Граф (51) — швейцарский органист и композитор

### Сентябрь
- 3 сентября — Николай Булатович (28) — украинский советский поэт и журналист, автор текстов песен
- 26 сентября — Бесси Смит (43) — американская блюзовая певица

### Октябрь
- 10 октября — Вальтер Гроностай (31) — немецкий композитор
- 12 октября — Ахмед Джавад (45) — азербайджанский советский поэт, писатель, переводчик и журналист, автор слов гимна Азербайджана
- 27 октября — Яссе Андроников (43/44) — русский и советский офицер, поэт, режиссёр, актёр и учитель танцев

### Ноябрь
- 21 ноября — Мелитон Баланчивадзе (74) — грузинский и советский композитор

### Декабрь
- 2 декабря — Мауриций Вольфсталь (81) — польский скрипач и музыкальный педагог
- 8 декабря
  - Адель аус дер Оэ (76) — немецкая пианистка и композитор
  - Антон Гриневич (60) — белорусский фольклорист, композитор и музыкальный педагог
- 10 декабря — Роза Валетти (61) — немецкая актриса, артистка кабаре и певица
- 14 декабря — Екатерина Вазем (89) — русская и советская артистка балета и балетный педагог
- 26 декабря — Айвор Герни (47) — британский поэт и композитор
- 28 декабря — Морис Равель (62) — французский композитор и дирижёр
- 30 декабря — Зейлик Бардичевер (34) — бессарабский еврейский поэт-песенник, автор-исполнитель песен и драматург

### Без точной даты
- Беглар Амирджан (68/69) — русский и советский грузинский оперный певец (баритон) и музыкальный педагог
- Махамбет Бокейханов (46/47) — казахский советский кюйши, композитор и дирижёр
- Кенжегали Габдуллин (40/41) — казахский акын, педагог и журналист